# Tonnoiriella graeca
Tonnoiriella graeca är en tvåvingeart som beskrevs av Wagner 1993. Tonnoiriella graeca ingår i släktet Tonnoiriella och familjen fjärilsmyggor.
Artens utbredningsområde är Grekland. Inga underarter finns listade i Catalogue of Life.